# Совєтське сільське поселення (Ядринський район)
Совє́тське сільське поселення (чув. Советское ял тăрăхĕ (Етĕрне районĕ), рос. Советское сельское поселение) — муніципальне утворення у складі Ядринського району Чувашії, Росія. Адміністративний центр — село Совєтське.

## Склад
До складу поселення входять такі населені пункти:
| Населений пункт         | Населення, осіб (2010) |
| ----------------------- | ---------------------- |
| Верхні Сунари, присілок | 130                    |
| Липова, присілок        | 158                    |
| Моляково, присілок      | 51                     |
| Нижні Сунари, присілок  | 96                     |
| Олух-Шуматово, присілок | 60                     |
| Совєтське, село         | 413                    |
| Старе Шуматово, селище  | 105                    |